# Heckler & Koch P9
P9 là loại súng ngắn bán tự động do công ty vũ khí Heckler & Koch phát triển vào cuối những năm 1960. Sau nhiều thử nghiệm với các mẫu thử gồm cả các mẫu có thể chọn chế độ bắn và gắn thêm báng súng thì việc chế tạo hàng loạt được bắt đầu vào năm 1969. Súng được sử dụng rộng rãi trong lực lượng cảnh sát Đức cũng như các quốc gia khác. Súng được chế tạo tại Đức cho đến năm 1978 còn tại Hy Lạp thì súng vẫn được chế tạo với giấy phép.

## Thiết kế
P9 có một thiết kế khá thú vị dựa trên các sản phẩm súng hk trước, nhất là khẩu HK G3. Khung và khối trượt của súng được làm từ thép ép gia công, vòng bảo vệ cò súng được làm bằng vật liệu tổng hợp, các miếng áp ở tay cầm cũng được làm bằng nhựa. Thiết kế này để tăng tốc độ sản xuất của súng cũng như giảm chi phí sản xuất. Súng sử dụng cơ chế nạp đạn blowback có con lăn hãm được giữ bằng lò xo ấn chắt vào hai rãnh khắc và trong thân súng khi bắn lực ấn sẽ giữ hai con lăn này đứng yên trong một thời gian ngắn lúc áp lực trong nòng rất cao sau đó khi áp lực từ viên đạn tích đủ mạnh nó sẽ đẩy hai con lăn này lùi về sau để tiến hành chu kỳ nạp đạn chống lại lực ấn của lò xo, khi thoi nạp đạn tích đủ động lực để di chuyển thì cũng là lúc áp lực trong nòng đã được giảm xuống mức an toàn. Sau khi chu kỳ nạp đạn hoàn tất hai con lăn này lại được lò xo đẩy trở lại theo dốc rãnh ấn chặt vào khe. Nòng súng được gắn cố định để tăng độ chính xác cũng như dễ dàng cho việc gắn ống hãm thanh.
Búa điểm hỏa của súng nằm bên trong không lộ ra ngoài. Một cái cần ở phía trái súng ngay sau cò là cần lên cò cho búa cũng như đưa búa trở về vị trí an toàn khi thấy không cần. Nút khóa an toàn thì nằm ở khối trượt ngay phía trên cần lên cò. Ban đầu hầu hết súng P9 được chế tạo sử dụng cơ chế hoạt động đơn trước năm 1970, sau đó súng chuyển hoàn toàn sang cơ chế hoạt động kép với mẫu P9S.
Hệ thống nhắm cơ bản của súng là điểm ruồi, với mẫu P9S thì điểm ruồi có thể điều chỉnh cho phù hợp với xạ thủ. Hộp đạn rời của súng có một hàng chứa 9 viên 9mm hay 7 viên 11,43mm.

## Các nước sử dụng
- Đức
- Argentina
- Ả Rập Saudi
- Bồ Đào Nha
- Hoa Kỳ
- Hy Lạp
- Malaysia
- Hà Lan
- Paraguay
- Sudan
- Tây Ban Nha